# Морские травы
Морские травы — экологическая группа травянистых цветковых растений, приспособившихся к жизни в прибрежных морях и океанах, в солёной воде.
Морские травы принадлежат к четырём семействам: Посидониевые (Posidoniaceae), Взморниковые (Zosteraceae), Водокрасовые (Hydrocharitaceae) и Цимодоцеевые (Cymodoceaceae).

## Описание

Хронология эволюционного процесса освоения суши и возврата растений в водную среду

Морские травы — полностью погружённые в воду многолетние цветковые травянистые растения.
Все растения группы имеют длинные линейные очередные, сужающиеся к концу листья и хорошо развитые ползучие корневища, закрепляющиеся в грунте морского дна с помощью придаточных корней.
По внешнему виду они напоминают наземные травянистые растения из семейства Злаки. Они растут под водой довольно крупными скоплениями, образуя некое подобие лугов.

## Роды морских трав
Семейство Посидониевые (Posidoniaceae) (всё семейство)
- Posidonia — Посидония

Семейство Взморниковые (Zosteraceae) (всё семейство)
- Zostera — Взморник
- Heterozostera — Гетерозостера
- Phyllospadix — Филлоспадикс

Семейство Водокрасовые (Hydrocharitaceae) (часть семейства)
- Enhalus — Энгалус
- Halophila — Солелюбка
- Thalassia — Талассия

Семейство Цимодоцеевые (Cymodoceaceae) (всё семейство)
- Amphibolis — Амфиболис
- Cymodocea — Цимодоцея
- Halodule — Галодула
- Syringodium — Сирингодиум
- Thalassodendron — Талассодендрон